# Хорватський залізничний музей
Хорватський залізничний музей (хорв. Hrvatski željeznički muzej) — спеціалізований технічний музей у столиці Хорватії Загребі, розташований біля головного залізничного вокзалу міста у тимчасовому приміщенні з південного боку від заводу «TŽV Gredelj», при якому і діє.

## Історія
Спроби створити залізничний музей у Загребі сягають 1966 року, коли адміністрація Загребського відділення Югославських залізниць вирішила створити залізничний відділ у Загребському технічному музеї, але через обмежений простір та нестачу кадрів утілити в життя цей задум не вдалося.
Музей створили Хорватські залізниці 19 березня 1991 р. під назвою Залізничний музей Хорватії (хорв. Željeznički muzej Hrvatske). Рішенням Хорватських залізниць від 20 травня 2001 р. його назву було змінено на нинішню.